# William Russell Flint
Pour les articles homonymes, voir Flint.
William Russell Flint (1880 – 1969) est un peintre, illustrateur et graveur britannique. Cet artiste écossais est principalement connu pour ses aquarelles de femmes. Il a aussi travaillé à l'huile, au tempera et la gravure.

## Biographie
William Russel Flint est né à Édimbourg le 4 avril 1880. Il étudie au Stewart's Melville College puis à la Royal Scottish Academy.
De 1894 à 1900, Flint devient apprenti en dessin lithographique pendant ses cours au Royal Institute of Art. De 1900 à 1902, il travaille comme illustrateur médical (en) à Londres pendant ses études à temps partiel à la Heatherley's Art School. Il poursuit ses études de façon indépendante au British Museum.
Il devient artiste contributeur pour The Illustrated London News de 1903 et 1907 et réalise des illustrations pour des ouvrages, et en particulier Savoy Operas (1909) de William S. Gilbert, Les Mines du roi Salomon de Henry Rider Haggard (1885), Le Morte d'Arthur (1910-1911) de Thomas Malory et Les Contes de Canterbury (1912) de Geoffrey Chaucer. Il participe à The Queen's Book of the Red Cross (en) en 1939 : c'est un ouvrage publié au moyen d'une collecte de fonds effectuée par la Croix-Rouge dans le contexte de la Seconde Guerre mondiale. Flint est l'un des principaux illustrateurs sélectionnés par Percy Bradshaw pour figurer dans son livre The Art of the Illustrator (1917-1918), qui présente un portfolio distinct pour chacun des vingt illustrateurs.
Membre de la Royal Society of Painter-Printmakers en 1933, Flint est élu président de la Royal Society of Painters in Watercolours (aujourd'hui la Royal Watercolour Society) en 1936 et conserve le poste jusqu'en 1956 ; il est fait chevalier en 1947,.
Pendant ses visites en Espagne, Flint est impressionné par les danseurs espagnols et les représente fréquemment pendant sa carrière. Il profite d'un succès commercial considérable, mais souffre de peu de respect de la part des critiques d'art, perturbés par le traitement érotisé de la femme qu'ils jugent grossier.
Flint reste actif comme artiste jusqu'à sa mort à Londres le 30 décembre 1969.